# Jacob Shaffelburg
Jacob Shaffelburg (Kentville, 1999. november 26. –) kanadai válogatott labdarúgó, az amerikai Nashville csatára.

## Pályafutása

### Klubcsapatokban
Shaffelburg a kanadai Kentville városában született. Az ifjúsági pályafutását a Toronto akadémiájánál kezdte.
2019-ben mutatkozott be a Toronto első osztályban szereplő felnőtt keretében. A 2022-es szezon második felében az amerikai Nashville csapatát erősítette kölcsönben. Először 2020. augusztus 22-én, a Dallas ellen hazai pályán 4–0-ás győzelemmel zárult bajnokin lépett pályára és egyben meg is szerezte első gólját a klub színeiben. 2022. november 16-án négyéves szerződést kötött a Nashville együttesével.

### A válogatottban
Shaffelburg 2020-ban debütált a kanadai válogatottban. Először a 2020. január 11-ei, Barbados ellen 4–1-re megnyert mérkőzés 70. percében, Tesho Akindelet váltva lépett pályára. Első gólját 2023. július 9-én, Amerika ellen 2–2-es döntetlennel zárult, majd büntetőkkel elvesztett CONCACAF-aranykupa találkozón szerezte meg.

## Statisztikák
2024. augusztus 25. szerint
| Klub      | Szezon   | Osztály  | Bajnokság | Bajnokság | Kupa  | Kupa | Nemzetközi | Nemzetközi | Összesen | Összesen |
| Klub      | Szezon   | Osztály  | Meccs     | Gól       | Meccs | Gól  | Meccs      | Gól        | Meccs    | Gól      |
| --------- | -------- | -------- | --------- | --------- | ----- | ---- | ---------- | ---------- | -------- | -------- |
| Toronto   | 2019     | MLS      | 10        | 0         | 2     | 0    | 1          | 0          | 13       | 0        |
| Toronto   | 2020     | MLS      | 5         | 0         | 1     | 0    | —          | —          | 6        | 0        |
| Toronto   | 2021     | MLS      | 20        | 3         | 3     | 1    | 4          | 0          | 27       | 4        |
| Toronto   | 2022     | MLS      | 13        | 0         | 2     | 0    | —          | —          | 15       | 0        |
| Nashville | 2022     | MLS      | 9         | 2         | 0     | 0    | 1          | 0          | 10       | 2        |
| Nashville | 2023     | MLS      | 30        | 3         | 3     | 0    | 6          | 1          | 39       | 4        |
| Nashville | 2024     | MLS      | 18        | 1         | 0     | 0    | 6          | 3          | 24       | 4        |
| Összesen  | Összesen | Összesen | 105       | 9         | 11    | 1    | 18         | 4          | 134      | 14       |

### A válogatottban
| Válogatott | Év       | Pályára lépés | Gól |
| ---------- | -------- | ------------- | --- |
| Kanada     | 2020     | 1             | 0   |
| Kanada     | 2021     | 2             | 0   |
| Kanada     | 2022     | 1             | 0   |
| Kanada     | 2023     | 3             | 1   |
| Kanada     | 2024     | 13            | 5   |
| Kanada     | 2025     | 2             | 0   |
| Összesen   | Összesen | 22            | 6   |

#### Góljai a válogatottban
| # | Időpont             | Helyszín                                                      | Ellenfél           | Gólok | Eredmény               | Kiírás                                |
| - | ------------------- | ------------------------------------------------------------- | ------------------ | ----- | ---------------------- | ------------------------------------- |
| 1 | 2023. július 9.     | TQL Stadion, Cincinnati, Amerikai Egyesült Államok            | Egyesült Államok   | 2–1   | 2–2 (büntetőkkel: 2–3) | 2023-as CONCACAF-aranykupa            |
| 2 | 2024. március 23.   | Toyota Stadion, Frisco, Amerikai Egyesült Államok             | Trinidad és Tobago | 2–0   | 2–0                    | 2024-es Copa América (rájátszás)      |
| 3 | 2024. július 5.     | AT&T Stadion, Arlington, Amerikai Egyesült Államok            | Venezuela          | 1–0   | 1–1 (büntetőkkel: 4–3) | 2024-es Copa América                  |
| 4 | 2024. szeptember 7. | Children’s Mercy Park, Kansas City, Amerikai Egyesült Államok | Egyesült Államok   | 1–0   | 2–1                    | Barátságos mérkőzés                   |
| 5 | 2024. november 19.  | BMO Field, Vancouver, Kanada                                  | Suriname           | 2–0   | 3–0                    | 2024–2025-ös CONCACAF Nemzetek ligája |
| 6 | 2024. november 19.  | BMO Field, Vancouver, Kanada                                  | Suriname           | 3–0   | 3–0                    | 2024–2025-ös CONCACAF Nemzetek ligája |

## Sikerei, díjai
Toronto
- MLS
  - Döntős (1): 2019

- Kanadai Kupa
  - Győztes (1): 2020
  - Döntős (3): 2019, 2021, 2022

Nashville
- Leagues Cup
  - Ezüstérmes (1): 2023

Kanadai válogatott
- CONCACAF Nemzetek ligája
  - Döntős (1): 2022–23